# Eliza Farnham
Eliza Farnham (17 de noviembre de 1815 - 15 de diciembre de 1864) fue una novelista, feminista, abolicionista y activista de la reforma penitenciaria estadounidense del siglo XIX.

## Biografía
Nació en Rensselaerville (Nueva York). Se mudó a Illinois en 1835, y allí se casó con Thomas J. Farnham en 1836, pero regresó a Nueva York en 1841. En 1844, por influencia de Horace Greeley y otros reformistas, fue nombrada matrona del pabellón de mujeres de la prisión de Sing Sing. Creía firmemente en el uso de la frenología para tratar a los prisioneros. Farnham fue influyente en el cambio de los tipos de materiales de lectura disponibles para las mujeres prisioneras. El propósito de sus elecciones no era el entretenimiento sino mejorar el comportamiento. En medio de la controversia sobre sus elecciones y creencias, Farnham renunció en 1848. También abogó por el uso de la música y la amabilidad en la rehabilitación de las prisioneras. Conservó el cargo de matrona hasta 1848, cuando se mudó a Boston, y estuvo por varios meses conectada con la administración de la Institución para Ciegos.
En 1849 visitó California y permaneció allí hasta 1856, cuando regresó a Nueva York. Durante los dos años siguientes se dedicó al estudio de la medicina y en 1859 organizó una sociedad para ayudar a las mujeres indigentes a encontrar un hogar en el oeste, haciéndose cargo personalmente de varias empresas de esta clase de emigrantes. Posteriormente regresó a California.
Murió de tuberculosis en la ciudad de Nueva York a la edad de 49 años. Era atea.

## Escritos
- Life in the Prairie Land, 1846 - An account of life on the Illinois prairie near Pekin between 1836 and 1840.
- California, In-doors and Out, 1856 - A chronicle of her experiences and observations on California.
- My Early Days, 1859 - An autobiographical novel.
- Woman and Her Era, 1864 - "Organic, religious, esthetic, and historical" arguments for woman's inherent superiority.
- The Ideal Attained, 1865 - The heroine molds the hero into a worthy mate.